# 本町 (前橋市)
本町（ほんまち）は、群馬県前橋市の地名。本町一丁目から本町三丁目がある。郵便番号は371-0023。面積は0.29km2(2013年現在)。

## 地理
市の中央部であり、市街地中心部でもある。国道50号に沿って北東に長く続いている町である。

## 歴史
江戸時代頃からある地名だった。前橋城下町人町の1町だった。

### 年表
- 1889年 本町を含む30町11大字を合併し東群馬郡前橋町が成立したため、前橋町の町名となる。
- 1892年 東群馬郡前橋町が市制施行して前橋市となる。その際に前橋市の町名となる。
- 1966年本町、曲輪町、南曲輪町、北曲輪町、堀川町、田町の各一部から本町一丁目、本町、田町、相生町の各一部及び連雀町の全域から本町二丁目、天川原町の一部及び片貝町の全域から本町三丁目が成立。同日、丁目無しの本町（住居表示未実施の区域）消滅。

## 世帯数と人口
2017年（平成29年）8月31日現在の世帯数と人口は以下の通りである。
| 丁目       | 世帯数  | 人口    |
| ---------- | ------- | ------- |
| 本町一丁目 | 328世帯 | 655人   |
| 本町二丁目 | 131世帯 | 264人   |
| 本町三丁目 | 224世帯 | 430人   |
| 計         | 683世帯 | 1,349人 |

## 小・中学校の学区
市立小・中学校に通う場合、学区は以下の通りとなる。
| 丁目       | 番地 | 小学校             | 中学校               |
| ---------- | ---- | ------------------ | -------------------- |
| 本町一丁目 | 全域 | 前橋市立桃井小学校 | 前橋市立第一中学校   |
| 本町二丁目 | 全域 | 前橋市立桃井小学校 | 前橋市立第一中学校   |
| 本町三丁目 | 全域 | 前橋市立中川小学校 | 前橋市立みずき中学校 |

## 交通

### 鉄道
鉄道駅はない。

### 道路
国道は国道50号、県道は群馬県道2号前橋館林線と群馬県道4号前橋赤城線が通っている。

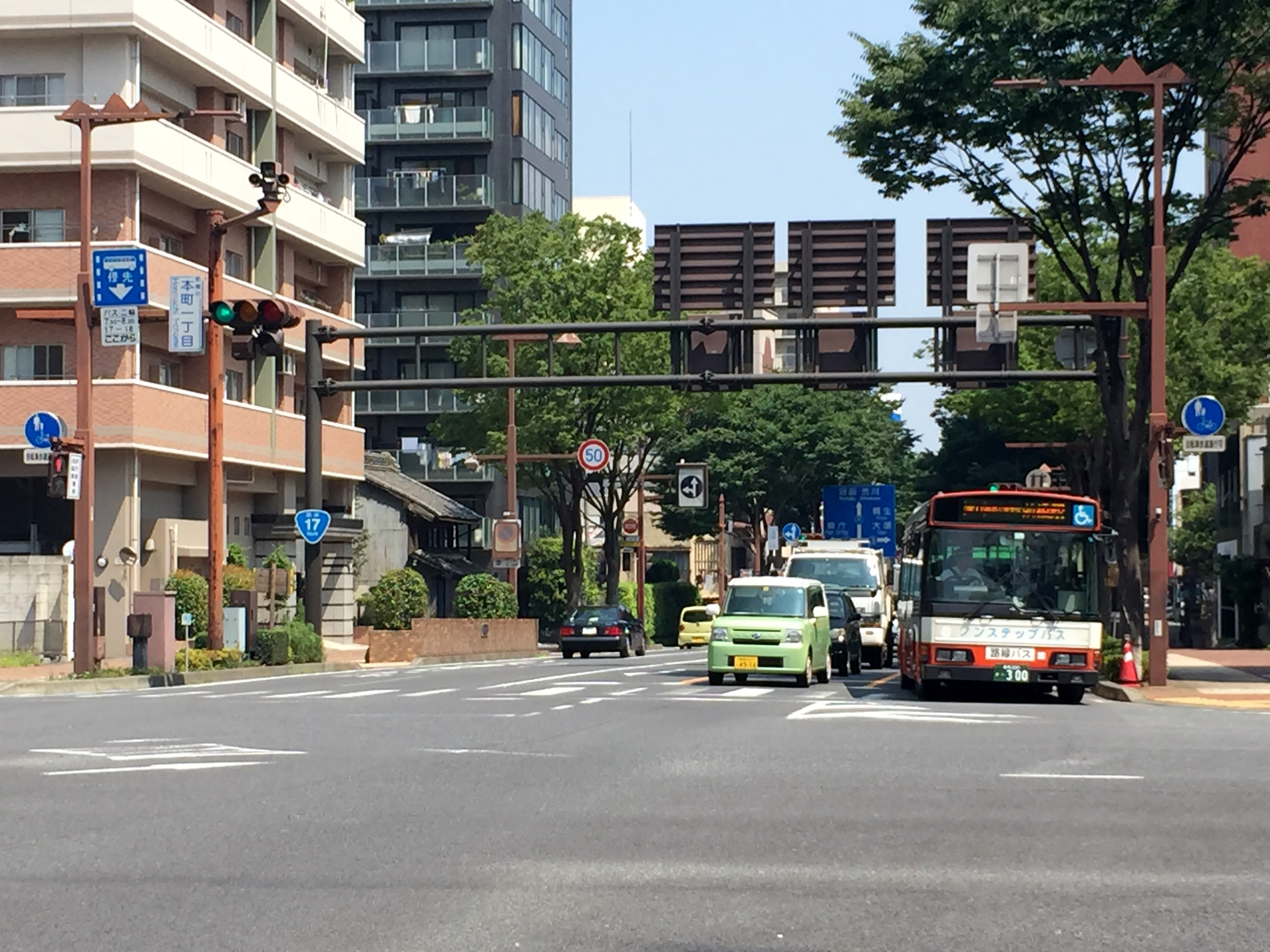
本町一丁目交差点
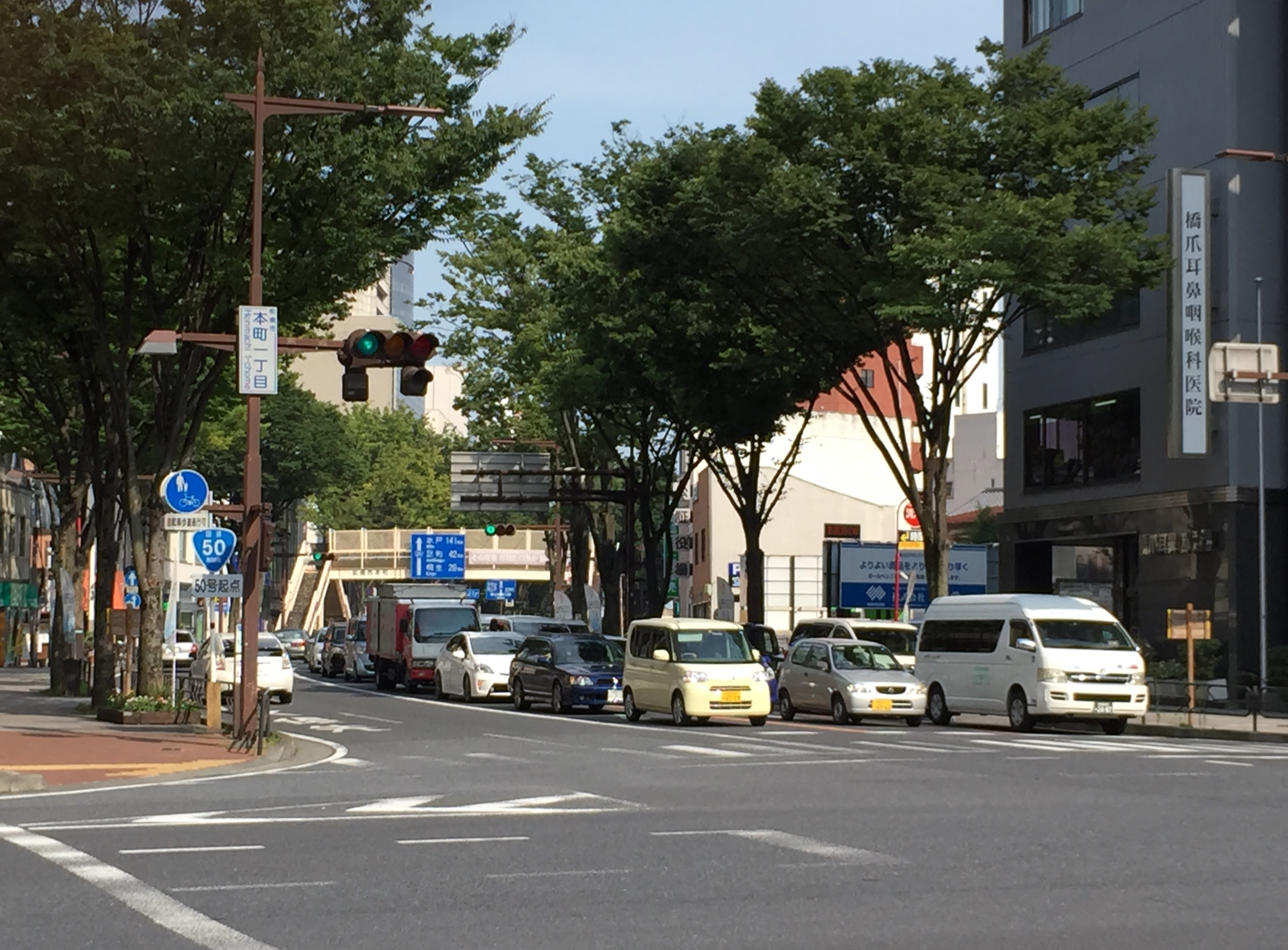
本町一丁目交差点
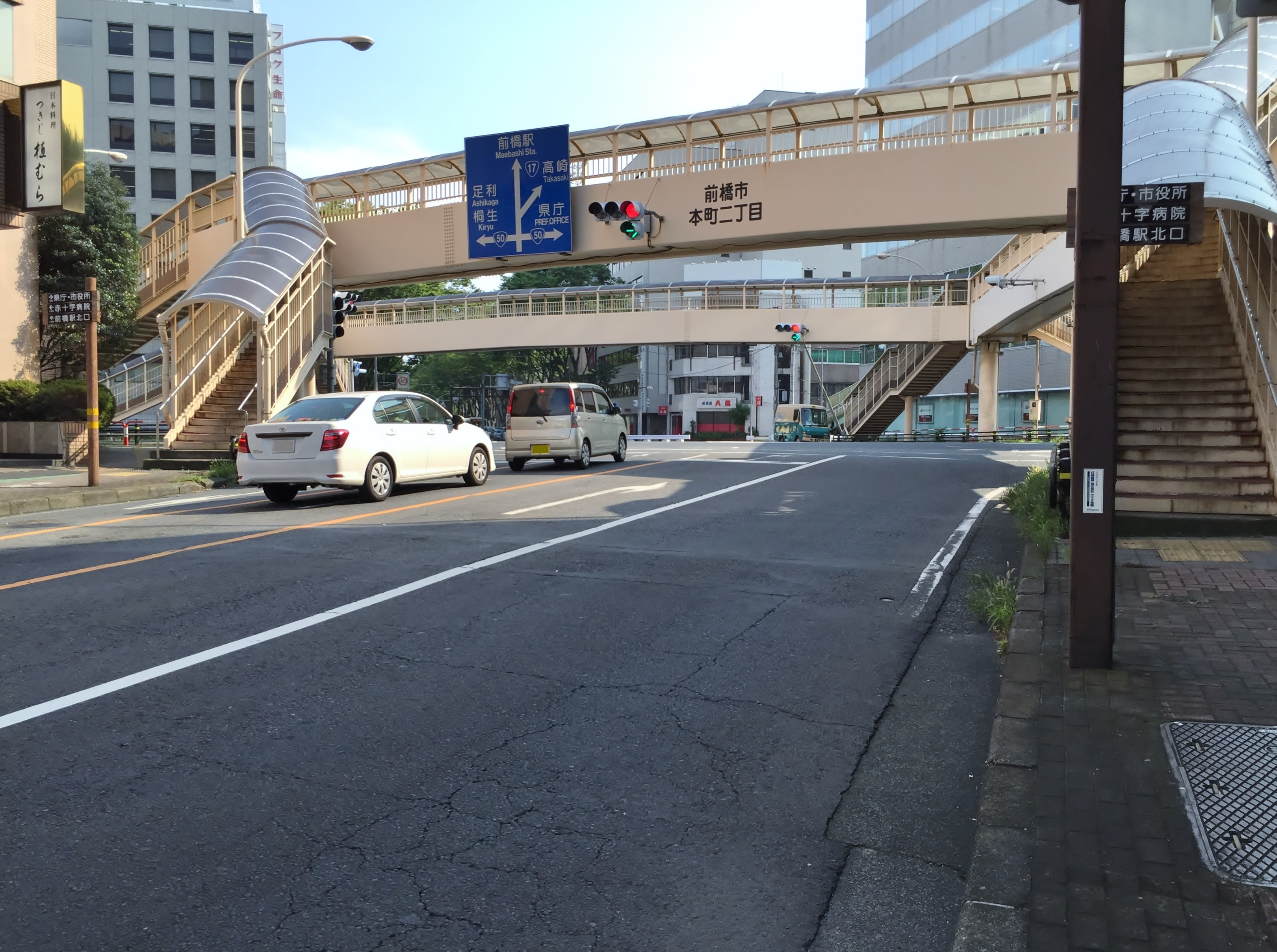
本町二丁目交差点
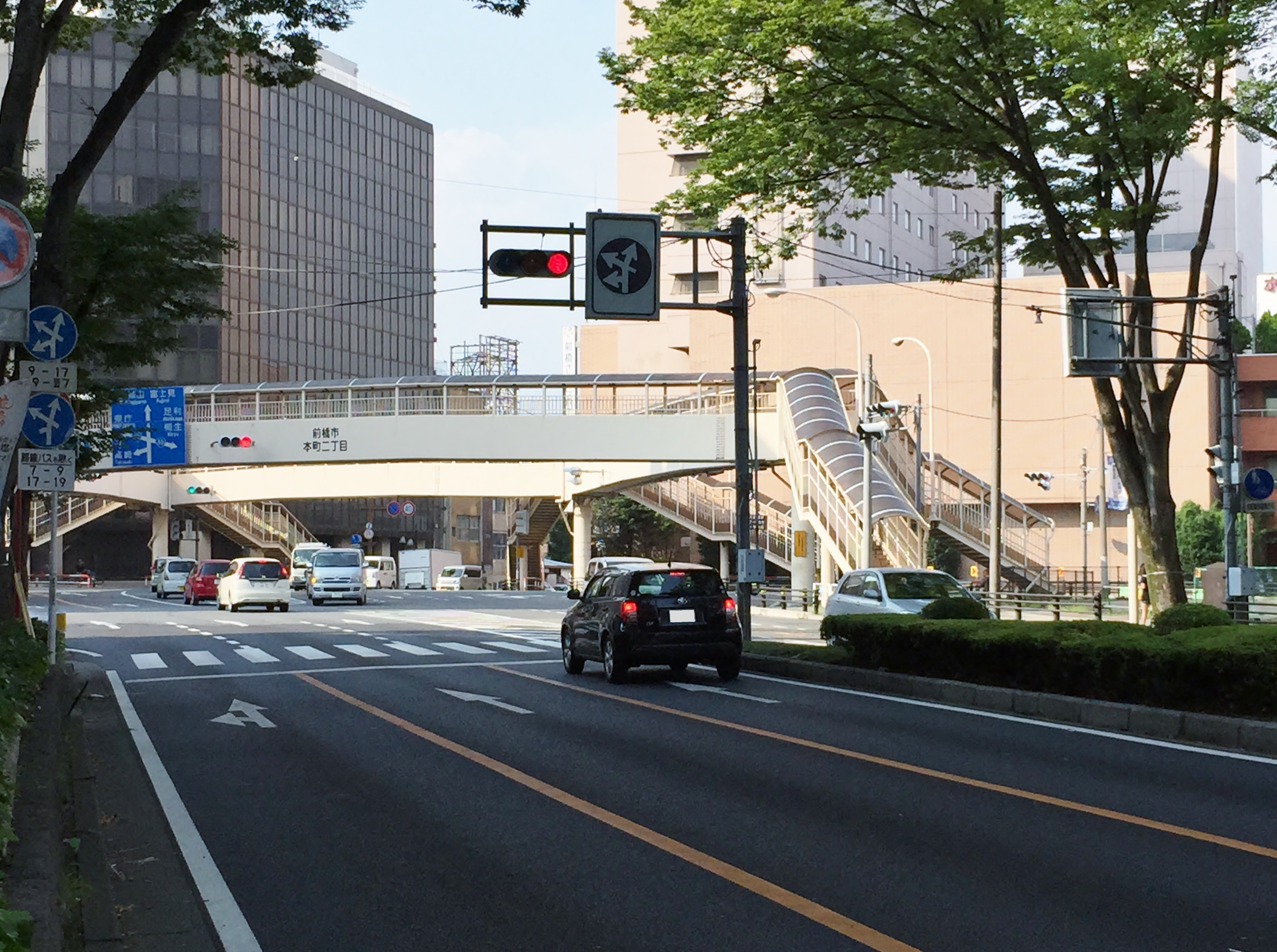
本町二丁目交差点
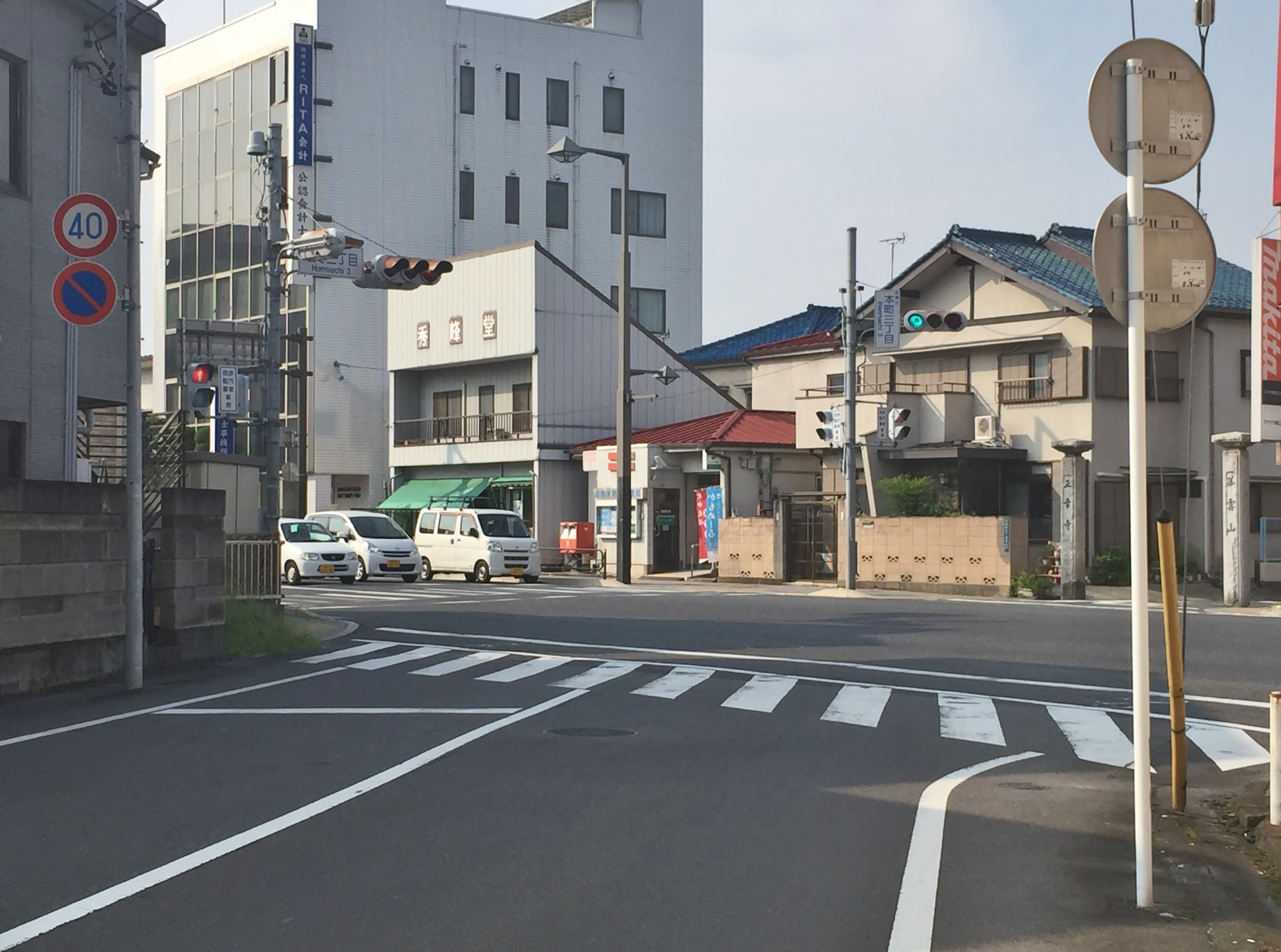
本町三丁目交差点

## 施設

### 一丁目
- いまいずみ小児科
- エイブルネットワーク前橋中央店
- 太田皮膚科医院
- オリックス前橋支店
- 煥乎堂
- 群馬県国民年金基金
- 群馬司法書士会
- 前橋公証人合同役場
- 産経新聞社前橋支局
- セブン-イレブン前橋本町一丁目店
- 損害保険ジャパン（SOMPOひまわり生命保険）群馬支社
- テレビ朝日前橋支局
- 東京電力群馬カスタマーセンター
- 日本政策金融公庫前橋支店
- ハウスコム前橋店
- 橋爪耳鼻咽喉科医院
- ホテルサンカント
- 前橋市国際交流協会
- 前橋本町一郵便局
- りそな銀行前橋支店
- リーガルサポート群馬

### 二丁目
- あいおいニッセイ同和損害保険
- アパマンショップ前橋店
- 河合楽器・カワイ音楽教室
- 群馬銀行前橋支店
- 群馬県教育公務員弘済会
- ジブラルタ生命保険群馬支社
- スバルファイナンス前橋営業所
- 全国健康保険協会群馬支部
- 武田薬品工業前橋営業所
- 東京海上日動火災保険前橋支社
- 東京海上日動あんしん生命保険群馬生保支社
- 東京商工リサーチ前橋支店
- 東和銀行本店
- ニチイ学館前橋支店
- 日新火災海上保険群馬サービス支店
- 前橋八幡宮
- 羽生田眼科医院
- ピタットハウス前橋店
- 富国生命保険前橋支社
- 富士オート本社
- ホワイト急便本町店
- 本町2丁目会館
- 前橋飲食店組合
- 前橋さくらホテル
- 前橋市市民活動支援センター
- 前橋プラザ元気21
  - 群馬医療福祉大学リハビリテーション学部
  - フレッセイ前橋プラザ店
  - 前橋観光コンベンション協会
  - 前橋こども図書館
  - まえばしCITYエフエム
  - 前橋市市民活動支援センター
- 前橋本町郵便局
- みずほ銀行・みずほ信託銀行前橋支店
- 三井住友海上火災保険群馬支店
- 三井住友銀行・三井住友信託銀行前橋支店
- ミニミニ前橋店
- USEN前橋支店
- 横浜銀行前橋支店
- GOSARO BUILDING (ゴサロビルディング)

### 三丁目

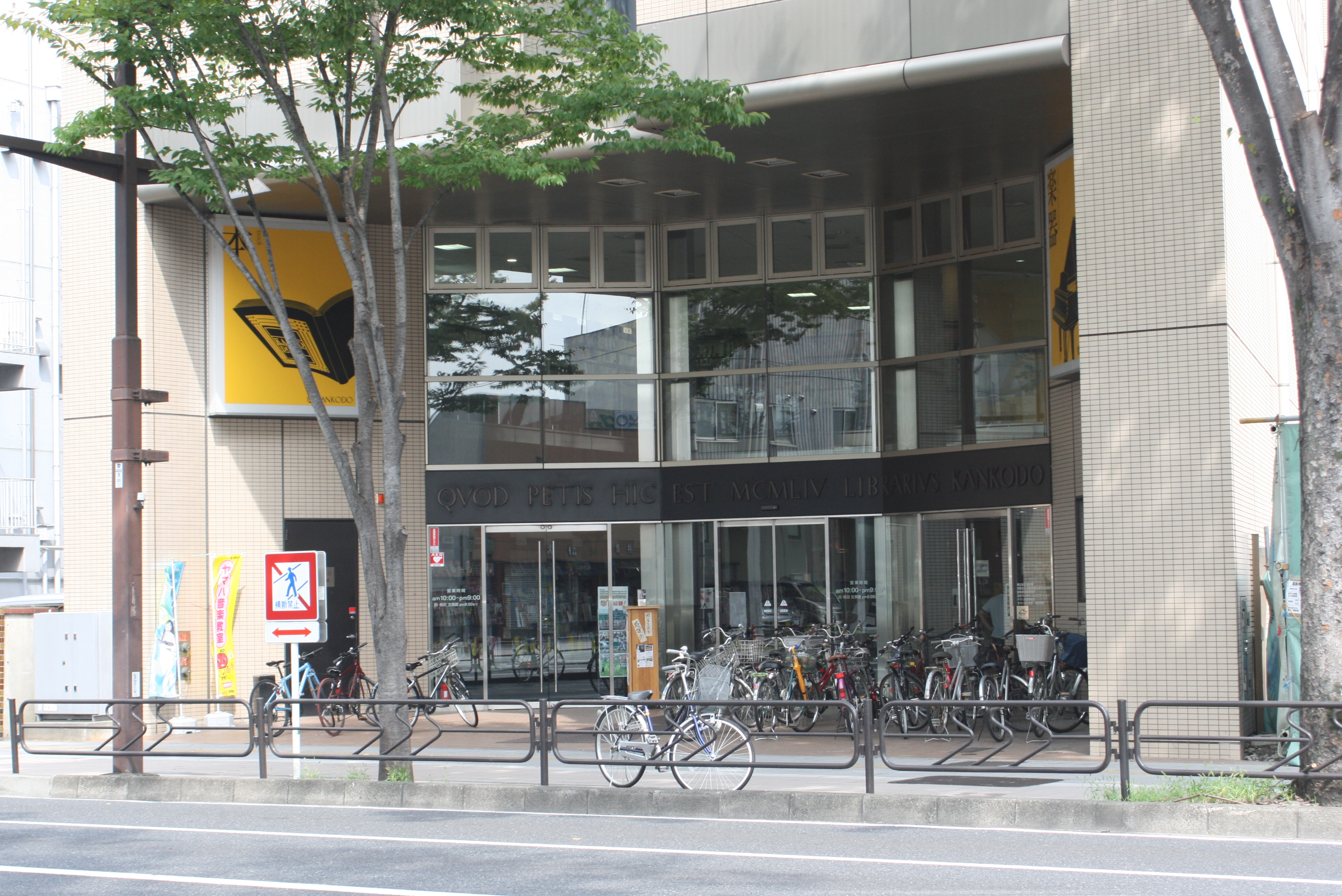
煥乎堂（一丁目）
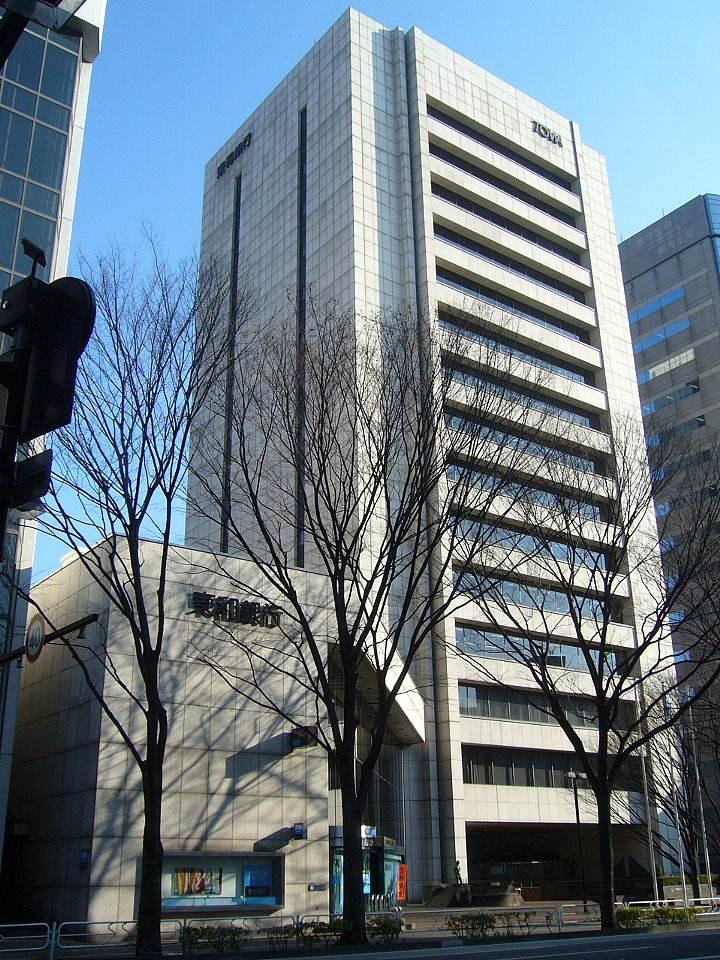
東和銀行（二丁目）
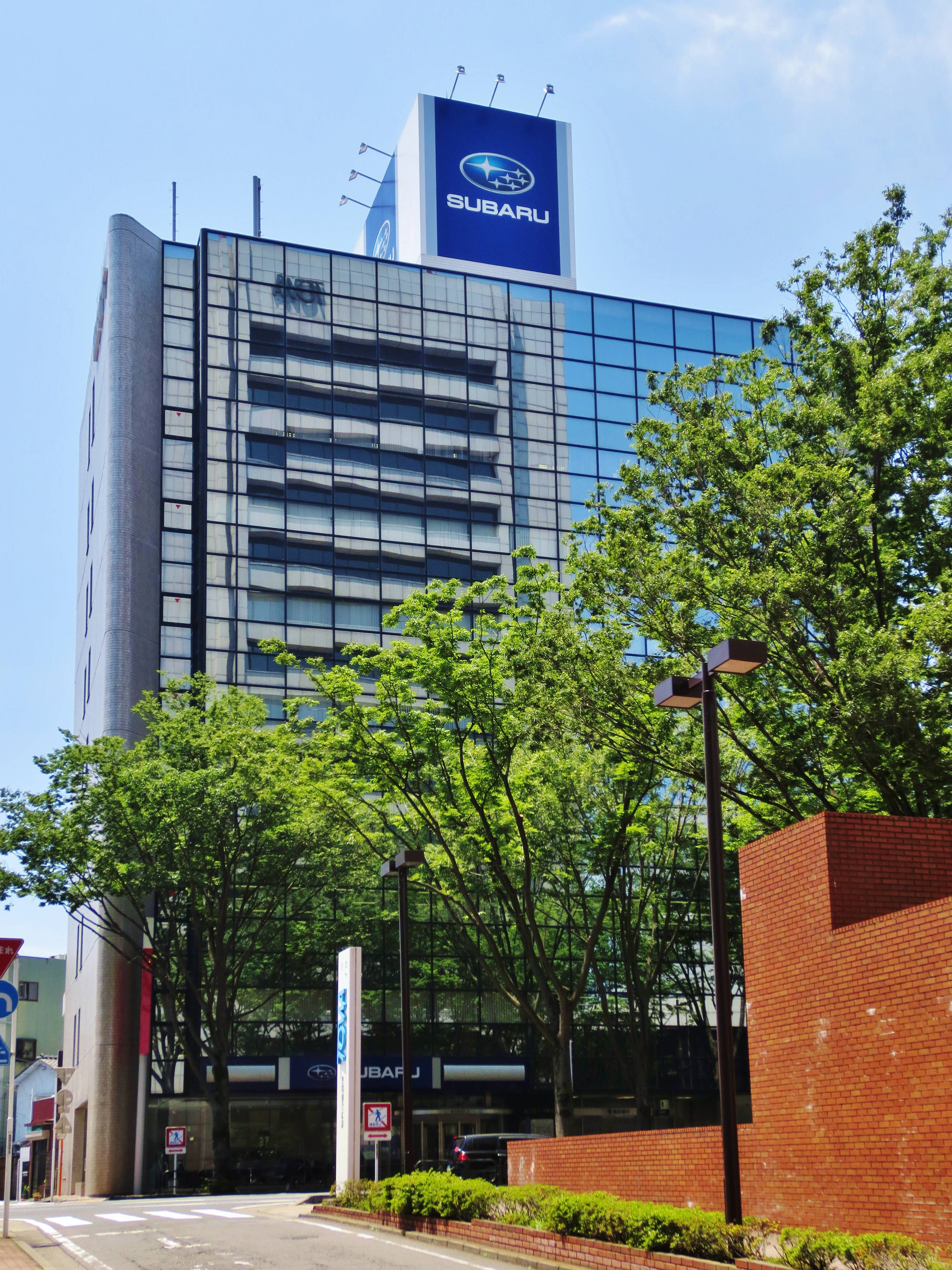
富士オート（二丁目）

- 石崎接骨院
- 岩内整形外科
- 永寿寺
- 群馬革新懇
- 群馬県青色申告会連合会
- 群馬県医療労働組合連合会
- 群馬県労働組合会議
- 日本自治体労働組合総連合群馬県事務所
- 全国福祉保育労働組合群馬支部
- 日通商事前橋支店
- 布川歯科医院
- 本町鍼灸接骨院
- 前橋冠婚葬祭互助会
- 前橋本町三郵便局
- ミニストップ前橋本町店

- 煥乎堂（一丁目）
- 東和銀行（二丁目）
- 富士オート（二丁目）